# Amerikaanse wulp
De Amerikaanse wulp (Numenius americanus) is een vogel uit de familie van de strandlopers en snippen (Scolopacidae).

## Verspreiding en leefgebied
Deze soort komt voor in Noord-Amerika

## Status
De grootte van de populatie is in 2006 geschat op 50.000-123.000 vogels. Op de Rode lijst van de IUCN heeft deze soort de status niet bedreigd.